# Tristan Vukčević
Tristan Tsalikis Vukčević, né le 11 mars 2003 à Sienne en Italie, est un joueur serbe de basket-ball. Il mesure 2,11 m et évolue au poste de pivot. 

## Biographie
Il est le fils du Serbe Dušan Vukčević, joueur professionnel de basket-ball.

### Carrière professionnelle
Le 28 janvier 2022, il quitte le Real Madrid pour le Partizan Belgrade pour plusieurs saisons.
Il est choisi en 42e position par les Wizards de Washington lors de la draft 2023 de la NBA.
En mars 2024, il signe un contrat de deux saisons avec les Wizards de Washington.
Le 3 juillet 2024, il signe un contrat two-way avec les Wizards. En juillet 2025, son contrat two-way est renouvelé.

## Palmarès et distinctions individuelles
- Champion ABA (2023)